# Eupithecia broui
Eupithecia broui es una especie de polilla de la familia Geometridae. La especie fue descrita por primera vez por Frederick Hastings Rindge habiendo sido descrita en 1985, con distribución en el este de Estados Unidos. El holotipo de la especie fue descrita en los alrededores de Weyanoke, Luisiana. La especie lleva el nombre de Vernon A. Brou, un coleccionista de lepidópteros de Luisiana.
La longitud de las alas anteriores es de 9,5 a 10,5 mm en los machos y de 9 a 10 mm en las hembras. Las alas anteriores son grises, con numerosas escamas de color marrón grisáceo. Las alas traseras son ligeramente más pálidas que las anteriores. Los adultos vuelan en febrero, marzo y abril.